# Holocerus taurus
Holocerus taurus är en insektsart som beskrevs av Rehn, J.A.G. 1929. Holocerus taurus ingår i släktet Holocerus och familjen torngräshoppor. Inga underarter finns listade i Catalogue of Life.